# Šport u 1967.
◄◄ | ◄ | 1964. | 1965. | 1966. | 1967.  | 1968. | 1969. | 1970. | ► | ►►
Arhitektura • Astronautika • Astronomija • Biologija • Film • Fotografija • Glazba • Kazalište • Kemija • Kiparstvo • Knjige • Književnost • Kršćanstvo • Meteorologija • Medicina • Planinarstvo • Politika • Pravo • Promet • Slikarstvo • Strip • Šport • Televizija • Znanost • Zrakoplovstvo • Željeznički promet
Šport u 1967.

## Svijet

### Natjecanja

#### Svjetska natjecanja
- Od 12. do 21. siječnja – Svjetsko prvenstvo u rukometu u Švedskoj: prvak Čehoslovačka
- Od 21. svibnja do 11. lipnja – Svjetsko prvenstvo u košarci u Urugvaju: prvak SSSR

#### Kontinentska natjecanja

##### Europska natjecanja
- Od 28. rujna do 8. listopada – Europsko prvenstvo u košarci u Helsinkiju i Tampereu u Finskoj: prvak SSSR

### Osnivanja
- AZ Alkmaar, nizozemski nogometni klub
- Trabzonspor, turski nogometni klub

## Vanjske poveznice
|  | Zajednički poslužitelj ima još gradiva o temi Šport u 1967. |